# 巴蒂尼奧勒-查狄倫25噸坦克
巴蒂尼奧勒-查狄倫25噸坦克（法語：Batignolles-Chatillon Char 25T）是由巴蒂尼奧勒-查狄倫公司於二戰後研發的中型坦克。它的尺寸比AMX-13輕型坦克大，裝有一門90毫米火炮。儘管巴蒂尼奧勒·查狄倫曾經製造了兩輛這種坦克，但它最終卻未能入役。不過，後來的法國裝甲戰鬥車輛卻利用了這款坦克的一些技術成果。

## 歷史
上世紀五十年代，隨着科技水平的進步，各國紛紛研發出了新式的坦克。戰車的發展一度因德國佔領而中斷的法國也開始了新型中型坦克的研發。而巴蒂尼奧勒·查狄倫承擔了這一任務。按照要求，這款坦克的重量要輕，而且機動力和戰鬥力要強，其代號被定為「巴蒂尼奧勒-查狄倫25噸坦克」。（法語：Batignolles-Chatillon Char 25T）
雖然巴蒂尼奧勒·查狄倫製造出了兩輛這種坦克，但最終這款坦克卻因為無法做到氣密（這對防禦化學武器和核武器是很重要的），加上自身機體上的缺陷，而未能量產及入役。
雖然這款坦克並未入役，但是，這款坦克卻證明了生產一型使用優良主炮、正面裝甲等效厚度為80毫米均質鋼、重30噸的坦克是可行的。這一事實使得法國人重新開始考慮中型坦克的研發與生產事宜。後來的法國一些裝甲戰鬥車輛也利用了這款坦克的一些技術成果。

## 設計與性能
這款坦克的前裝甲板是傾斜安放的，厚達80毫米。這款坦克的引擎位於車體前方，採用液壓懸掛裝置；有6個車輪，鏈輪前置，惰輪則是後置。採用搖擺炮塔，這種炮塔由上下兩部分組成，火炮安裝在上半部分，火炮和整個上半部分是一體的——也就是說，如果要調整火炮的俯仰角，那麼整個上半部分必須要和火炮一齊擡升或下降。它安裝了一門配有與AMX-13輕型坦克相似的彈匣的90毫米戰車炮。有4名乘員，分別是炮手、車長、駕駛員和通信兵。

## 衍生型號
- 「巴蒂尼奧勒-查狄倫」25噸坦克：基本款。
- 「巴蒂尼奧勒-查狄倫」35噸坦克：計劃的裝甲升級版。
- 「巴蒂尼奧勒-查狄倫」防空坦克：計劃在一個敞口炮塔上安裝雙聯裝40毫米加農炮的型號。
- 「巴蒂尼奧勒-查狄倫」裝甲回收車：計劃採用框架式起重機的裝甲搶修車。
- 「巴蒂尼奧勒-查狄倫」測試平臺：用於測試「歐洲坦克」的發動機的型號。僅有一個底盤。[4]
- 「巴蒂尼奧勒-查狄倫 風颮」由 Batignolles-Châtillon 開發的法國戰車計畫，該車輛原計劃獲得兩人坐炮塔升級以容納 105 毫米戰車炮，僅存於藍圖。

## 外部連結
- （法文） Chars-francais.net